# Hooters Air
Hooters Air — существовавшая с 2003 по 2006 год американская авиакомпания со штаб-квартирой в городе Мертл-Бич. Фактическим перевозчиком, выполнявшим рейсы под этим брендом, была расположенная в Уинстон-Сейлеме авиакомпания Pace Airlines. В соответствии с положениями министерства транспорта США, рейсы выполнялись либо как публичные чартеры под собственным ИАТА-кодом (H1), либо как частные чартеры под кодом Pace Airlines (Y5).[источник?]

## История
Авиакомпания была основана в 2003 году. Для этого владелец сети бресторанов «Hooters» Роберт Брукс приобрёл чартерную авиакомпанию Pace Airlines. Выполнение пассажирских рейсов началось 6 марта 2003 года, фактическим перевозчиком была Pace Airlines. Деятельность Hooters Air Брукс рассматривал в первую очередь как рекламную кампанию для ресторанной сети, авиакомпанию иногда называли «летающим билбордом».

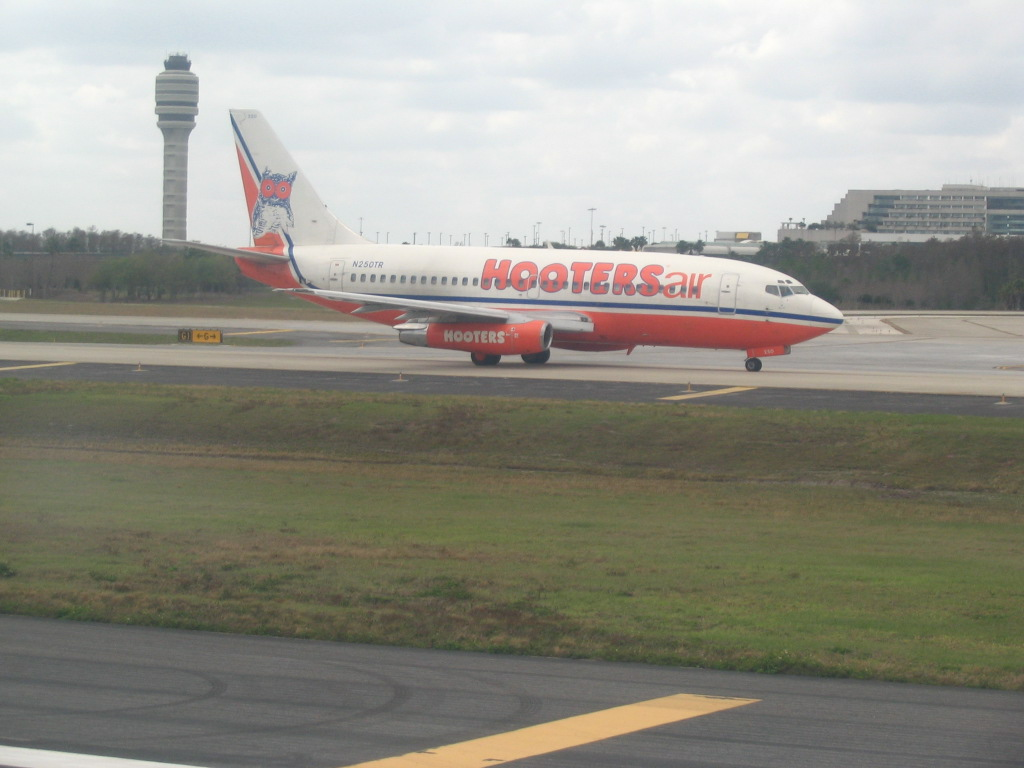
Boeing 737-200 компании Hooters Air на перроне международного аэропорта Орландо

Hooters Air рекламировала беспосадочные перелёты на большинстве маршрутов. Одной из главных целевых групп были профессиональные игроки и любители гольфа (Мертл-Бич известен своими большими и хорошо оборудованными полями, на которых проводятся различные чемпионаты по этому виду спорта). Цены на билеты начинались от 129 долларов США в один конец.
Кроме репрезентации сети ресторанов, Hooters Air также стремилась выделиться особым сервисом на борту. На каждом рейсе помимо обычных сертифицированных стюардесс в традиционной консервативной униформе, отвечающих за безопасность и обслуживание пассажиров, всегда присутствовали 2 девушки, одетые как официантки сети (облегающие короткие шорты и топик). В их обязанности входило развлекать пассажиров различными конкурсами. Хотя компания и рекламировалась как лоукостер, шаг кресел составлял 86 сантиметров, что было больше, чем у других бюджетных перевозчиков; для поддержания имиджа удобной для гольфистов компании это рекламировалось как «club class».
Самолёты Hooters Air окрашивались в фирменные оранжевые и белые цвета, а на вертикальный стабилизатор наносился логотип в виде совы; сидения были обиты тёмно-синей или чёрной кожей. В то время как многие авиакомпании урезали предоставляемый пассажирам список бесплатных услуг, Hooters Air предоставлял бесплатное питание на всех рейсах продолжительностью более одного часа[источник?
.
Компания принесла дополнительный доход в небольшие аэропорты, из которых выполнялись рейсы, а также очень хороший доход городу Мертл-Бич, который был её основным направлением. 8 декабря 2005 года Hooters Air объявила о прекращении полётов в Рокфорд в связи с тем, что по договору с аэропортом на маршрут Рокфорд—Денвер пришла конкурирующая авиакомпания United Airlines.
Последний регулярный рейс Hooters Air был совершён 9 января 2006 года. Частные чартеры продолжали выполняться до 17 апреля, после чего было объявлено о прекращении деятельности и возврате денег за уже проданные билеты. Главной причиной ликвидации авиапредприятия была названа стоимость топлива, сильно возросшая после ураганов Катрина и Рита.
Общий убыток от деятельности авиакомпании по некоторым оценкам составил 40 миллионов долларов.

## Флот
По состоянию на 2006 год авиапарк компании состоял из нескольких самолётов Boeing 737 и одного Boeing 757. Регистрационные номера некоторых бортов были специально выбраны таким образом, чтобы заканчиваться на «0WL», что являлось отсылкой к сове Хути (англ. owl — сова), маскоту компании.
| Тип самолёта   | Количество | Год ввода | Год вывода | Бортовые номера                | Фотография |
| -------------- | ---------- | --------- | ---------- | ------------------------------ | ---------- |
| Boeing 737-200 | 2          | 2003      | 2006       | N250TR, N252TR                 |            |
| Boeing 737-300 | 4          | 2003      | 2006       | N371PA, N370WL, N380WL, N390WL |            |
| Boeing 757-200 | 1          | 2003      | 2006       | N750WL                         |            |

## Пункты назначения
Основным аэропортом был Мертл-Бич, большинство рейсов связывали этот аэропорт с другими городами США. Оттуда же можно было улететь на Багамы и Пуэрто-Рико. Вторым по количеству рейсов был расположенный в Пенсильвании Аллентаун-Бетлехем-Истон, самолёты оттуда летали на различные популярные курорты Флориды. Рейсы из Лас-Вегаса и Денвера летали в Мертл-Бич с промежуточной посадкой.
| Город                     | Страна            | Аэропорт                             |
| ------------------------- | ----------------- | ------------------------------------ |
| Аллентаун                 | США               | Аллентаун-Бетлехем-Истон             |
| Атланта                   | США               | Хартсфилд-Джексон                    |
| Балтимор                  | США               | Балтимор-Вашингтон                   |
| Гэри                      | США               | Гэри-Чикаго                          |
| Денвер                    | США               | Денвер                               |
| Колумбус                  | США               | Рикенбакер                           |
| Лас-Вегас                 | США               | Мак-Карран                           |
| Мертл-Бич                 | США               | Мертл-Бич                            |
| Нассау                    | Багамские Острова | Аэропорт имени Линдена Пиндлинга     |
| Ньюарк                    | США               | Либерти                              |
| Орландо                   | США               | Санфорд (до 26.03.2006)              |
| Питтсбург                 | США               | Питтсбург                            |
| Рокфорд                   | США               | Норсвест-Чикаголенд                  |
| Сан-Хуан                  | Пуэрто-Рико       | Каролина                             |
| Сент-Питерсберг/Клируотер | США               | Сент-Питерсберг-Клируотер            |
| Талса                     | США               | Талса                                |
| Уилкс-Барре/Скрантон      | США               | Уилкс-Барре-Скрантон (до 26.03.2006) |
| Форт-Лодердейл            | США               | Форт-Лодердейл/Холливуд              |
| Форт-Майерс               | США               | Саусвест-Флорида                     |
| Хьюстон                   | США               | Хьюстон Интерконтинентал             |

## В популярной культуре
- Компания упоминалась Ларри-кабельщиком в его комедийном альбоме 2005 года «The Right to Bare Arms». По словам комика, он получил там 80 000 миль частовозбуждающегося пассажира (got 80,000 frequent boner miles), а стюардесса сняла шорты, когда он спросил её, где находится кабина (игра слов «cockpit» (кабина пилотов) и «cock pit», что можно перевести как «яма для члена»). Он также сказал, что это был единственный рейс, где он специально забронировал место у прохода и страстно желал, чтобы самолёт попал в турбулентность.
- В феврале 2018 года Business Insider опубликовал на своём Youtube-канале посвящённое компании видео «Взлёт и падение Hooters Air»[3]. За неделю с момента публикации ролик получил около 449 000 просмотров.[11]